# Józef Hofmann
Józef Hofmann (polonès: Józef Kazimierz Hofmann)  (Cracòvia, 20 de gener de 1876 - Los Angeles, 16 de febrer de 1957) fou un pianista i compositor polonès.
Fill del professor del Conservatori i director de l'Òpera de Varsòvia Kazimiers Hofman i, d'una eminent cantant, començà a estudiar, des del 1892, el piano, amb el seu pare, i posteriorment (1892-1894), amb Anton Rubinstein. A l'edat de sis anys es presentà per primera vegada en públic, i als nou efectuava la primera excursió artística, corrent Alemanya, Dinamarca, Suècia, Noruega, França, Anglaterra i Àustria. Vers l'any 1887 aparegué als Estats Units, participant en 52 concerts en dos mesos i mig, mostra d'una activitat que precipità una protesta a la Societat Protectora de la Infància.
Després d'un descans de sis anys a Alemanya, reaparegué a Dresden el 1894, i el 1898 tornà a Amèrica, on establí durant molt de temps el seu centre d'activitats. Aquí dirigí l'Institut Musical Curtiss, de Filadèlfia, i el 1933 la Universitat de Pennsilvània li concedí el títol de doctor en Música. En aquell temps fou considerat en la primera línia de virtuosos del piano, es distingí també com a pedagog i musicòleg.
Entre les seves principals composicions cal mencionar dos concerts per a piano, diverses sonates i una simfonia, signats amb el pseudònim de Dvorsky.